# (10996) Armandspitz
(10996) Armandspitz est un astéroïde de la ceinture principale.

## Description
(10996) Armandspitz est un astéroïde de la ceinture principale. Il fut découvert le 7 juillet 1978 à l'observatoire Palomar par Schelte J. Bus. Il présente une orbite caractérisée par un demi-grand axe de 3,21 UA, une excentricité de 0,12 et une inclinaison de 5,4° par rapport à l'écliptique.

## Compléments